# Claude A. Fuller

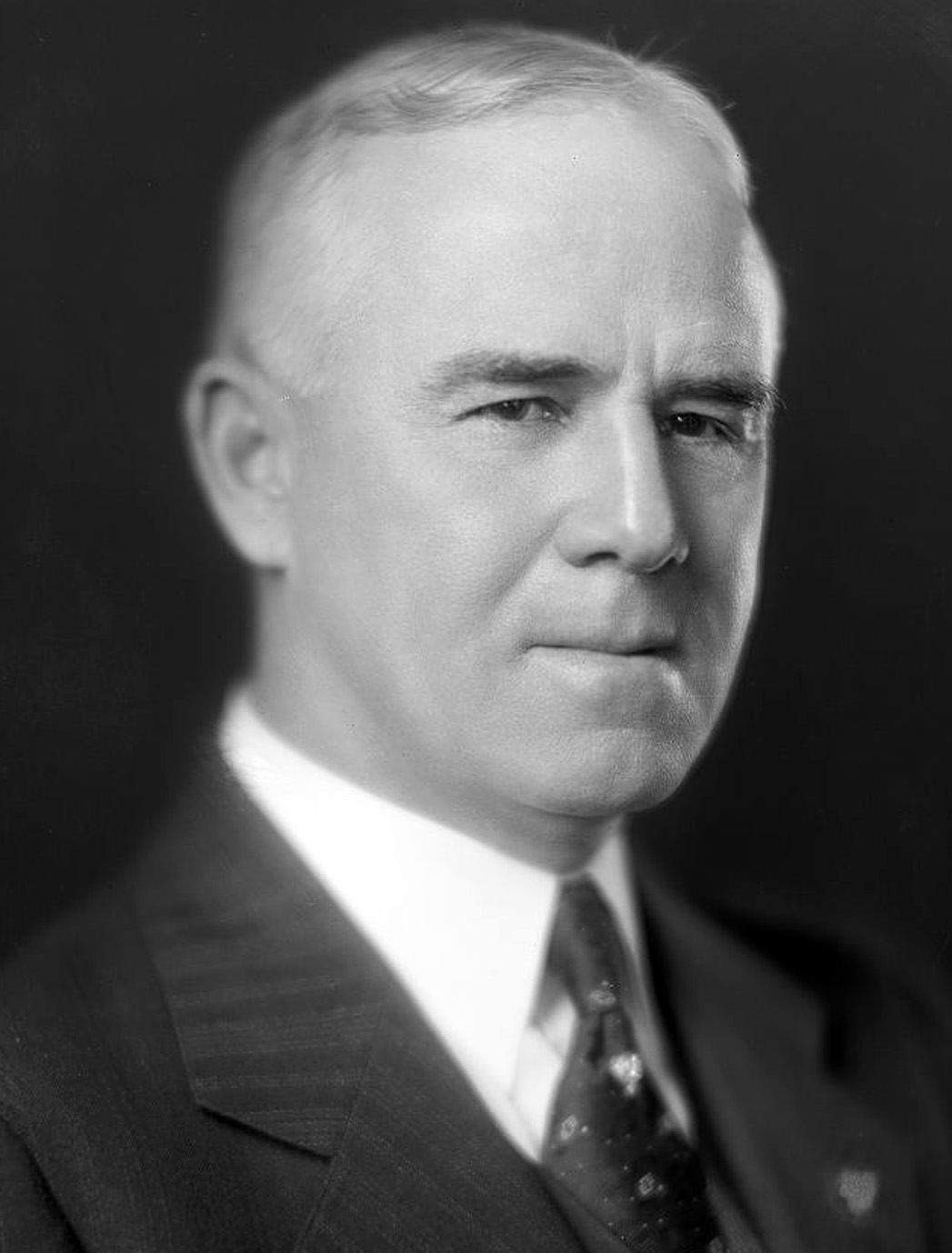
Claude A. Fuller

Claude Albert Fuller (* 20. Januar 1876 in Prophetstown, Whiteside County, Illinois; † 8. Januar 1968 in Eureka Springs, Arkansas) war ein US-amerikanischer Politiker. Zwischen 1929 und 1939 vertrat er den dritten Wahlbezirk des Bundesstaates Arkansas im US-Repräsentantenhaus.

## Werdegang
Im Jahr 1885 zog Claude Fuller mit seinen Eltern nach Arkansas, wo sich die Familie auf einer Farm in der Nähe von Eureka Springs niederließ. Claude besuchte die öffentlichen Schulen seiner neuen Heimat und studierte dann am Kent College of Law in Chicago Jura. Nach seiner 1898 erfolgten Zulassung als Rechtsanwalt begann er in Eureka Springs in diesem Beruf zu arbeiten.
Fuller wurde Mitglied der Demokratischen Partei. Zwischen 1898 und 1902 war er Ratschreiber (City Clerk) seiner Heimatstadt; von 1903 bis 1905 war er Abgeordneter im Repräsentantenhaus von Arkansas. Danach war er zwischen 1906 und 1910 Bürgermeister von Eureka Springs, ein Amt, das er zwischen 1920 und 1928 noch einmal ausüben sollte. Von 1910 bis 1914 war Fuller Staatsanwalt im vierten Gerichtsbezirk. Zwischen 1916 und 1928 fungierte er auch als Vorsitzender des Schulausschusses von Eureka Springs. Von 1903 bis 1943 war er Delegierter auf allen Parteitagen der Demokraten in Arkansas. In den Jahren 1908 und 1912 sowie zwischen 1924 und 1960 war er Delegierter zu den jeweiligen Democratic National Conventions.
1928 wurde Fuller im dritten Distrikt von Arkansas in das US-Repräsentantenhaus in Washington, D.C. gewählt, wo er am 4. März 1929 John N. Tillman ablöste. Nach vier Wiederwahlen konnte er bis zum 3. Januar 1939 insgesamt fünf Legislaturperioden im Kongress absolvieren. Nachdem er im Jahr 1938 von seiner Partei nicht für eine weitere Amtszeit nominiert worden war, musste Fuller im März 1939 aus dem Kongress ausscheiden. Nach dem Ende seiner Zeit im Repräsentantenhaus arbeitete Fuller wieder als Anwalt. Er befasste sich aber auch mit dem Bankwesen und der Landwirtschaft. Claude Fuller starb Anfang Januar 1968 in Eureka Springs und wurde dort auch beigesetzt.